# Čerín
Čerín – wieś (obec) na Słowacji położona w kraju bańskobystrzyckim, w powiecie Bańska Bystrzyca. Pierwsze wzmianki o miejscowości pochodzą z roku 1300.
Według danych z dnia 31 grudnia 2010, wieś zamieszkiwało 447 osób, w tym 227 kobiet i 220 mężczyzn.
W 2001 roku rozkład populacji względem narodowości i przynależności etnicznej wyglądał następująco:
- Słowacy – 99,05%
- Czesi – 0,24%
- Węgrzy – 0,24%

## Zabytki
Kościół katolicki pw. św. Marcina – gotycki, murowany, wzniesiony na wzgórzu w centrum wsi ok. 1315 r. Należy do większej grupy obronnych kościołów, wzniesionych na przełomie XIII i XIV w. na terenie ówczesnej żupy zwoleńskiej, do której zaliczamy również obiekty w Hornéj Mičinéj, Očovej, Ponikach, Trnej i Zolnej.
Bezwieżowa, jednonawowa świątynia posiada grube mury i jedynie kilka niewielkich okien. Jest otoczona kamiennym murem z bramą, co podnosiło jej obronność. Na ścianach nawy i na sklepieniu prezbiterium cenne gotyckie freski pochodzące z okresu od ok. 1370 r. do ok. 1500 r. Nawę przykrywa drewniany, malowany strop z początków XVI w. Cenne wyposażenie uzupełnia kamienna, gotycka chrzcielnica z końca XIV w. Podczas II wojny światowej kościół został mocno uszkodzony na skutek ostrzału moździerzowego. Ucierpiało głównie właśnie prezbiterium, w którym m.in. bezpowrotnie stracone zostały malowidła na południowej ścianie. Z dawnego wyposażenia świątyni zachował się także piękny i bardzo cenny drewniany, gotycki ołtarz skrzydłowy św. Marcina z 1483 r., przypisywany warsztatowi Mistrza z Kremnicy. Jeszcze w 1885 r. trafił on do Budapesztu. Można go teraz oglądać w tamtejszym Muzeum Narodowym.
Wewnątrz muru obronnego, koło bramy, zwraca uwagę drewniana dzwonnica z XIX w., postawiona w miejscu starszej, renesansowej, pochodzącej z początków XVII w.